# 雅內特·胡薩洛娃
珍妮特·胡薩洛娃（1974年6月4日—），斯洛伐克職業網球女運動員（1991年—），截至目前最高單打排名為世界第31。
胡薩洛娃曾獲得年終賽雙打冠軍。她曾参加2004年雅典奥运和2008年北京奥运。

## 外部連結
- 雅內特·胡薩洛娃的国际女子网球协会官方資料（英文）
- 雅內特·胡薩洛娃的國際網球總會 職業／青少年 官方資料（英文）
- Fed Cup - Player profile - Janette HUSAROVA (SVK) （页面存档备份，存于）